# Karate klub Vrhnika
Karate klub Vrhnika je športni klub, ki združuje več športnih panog: shotokan karate, ki ga vodi sensei Džemal Mustafić (6.dan), kickbox pod vodstvom bivšega evropskega prvaka in še vedno aktualnega tekmovalca Davida Nagodeta, ter fitnes pace pod vodstvom Džemala Mustafića.